# Funky Bahia
Funky Bahia è un singolo del cantante brasiliano Sérgio Mendes, pubblicato il 27 marzo 2008 come secondo estratto dal trentaseiesimo album in studio Encanto.

## Descrizione
Il brano è stato eseguito con la partecipazione di will.i.am e Siedah Garrett con il cantante baiano Carlinhos Brown che presta la sua voce nel ritornello pur non venendo menzionato nel titolo. È pressoché impossibile da collocare all’interno di un singolo genere musicale anche se risente parecchio dell’influenza dell’Axé e del Funk carioca. Proprio in virtù della grande varietà di generi musicali contenuti al suo interno il brano fu molto apprezzato dal pubblico e riconosciuto dalla critica come la fusione perfetta del ritmo tribale brasiliano con quello più armonioso e melodico tipico del Rhythm and blues e del Soul.
Il video del brano è ambientato nella città di Salvador e si apre con alcune immagini che riprendono i principali monumenti della città nonché svariate spiagge. In un secondo momento si vede Sérgio Mendes accompagnato da Carlinhos Brown raggiungere lo studio di quest’ultimo a Candeal Ghetto Square: dopo aver varcato un cancello, i due proseguono dritti fino all’ingresso: qui Mendes saluta calorosamente gli altri musicisti, tra cui Siedah Garrett, e dopodiché lui e Brown incominciano a suonare la canzone. Nel video le scene nello studio si vanno ad alternare con altre che raffigurano dei ragazzi giocare a calcio sulla spiaggia, oltre che di una coppia di contadini che si sveglia presto, partendo dalla campagna e percorrendo diversi chilometri, per poi salire su un bus che li porterà in città. Il video si conclude con la città che festeggia il carnevale di Bahia, con Sérgio Mendes e Carlinhos Brown in prima linea uno con la pianola l’altro con la chitarra elettrica.
Il brano può dunque essere considerato una sorta di inno alla gioia e alla spensieratezza che il carnevale di Bahia regala alla città anche tenendo conto di vari fattori di difficoltà quali la miseria, la criminalità e tanti altri.

## Successo commerciale
La canzone ha avuto un successo radiofonico tale da poter essere inserita nella compilation Festivalbar 2008.

## Tracce
1. Funky Bahia (Radio Edit) – 3:30
2. Funky Bahia (Album Version) – 3:58

## Classifiche
| Classifica (2008) | Posizione massima |
| ----------------- | ----------------- |
| Croazia           | 30                |
| Italia            | 26                |
| Paesi Bassi       | 93                |